# Alexandru Nicolschi
Alexandru Nicolschi (n. Boris Grünberg, prenume Nikolski sau Nicolski, în rusă Александр Серге́евич Никольский, Alexandr Sergeyevich Nikolsky, n. 2 iunie 1915, Tiraspol – d. 16 aprilie 1992, București) a fost un activist comunist de origine evreiască și rusească, general, spion sovietic și șef al Securității regimului comunist din România. Alexandru Nicolschi a avut funcțiile de subdirector general al Direcției Generale a Securității Poporului (1948-1953) și secretar general al Ministerului Afacerilor Interne (1953-1961).
Este cunoscut ca torționar al Securității în special prin măsurile dure adoptate împotriva deținuților politici anticomuniști.

## Spion sovietic
Alexandru Nicolschi s-a născut la 2 iunie 1915 în Tiraspol. Era vorbitor de limba rusă. Tatăl său, morarul Alexandru Grünberg, se îmbolnăvise, iar cum mama sa, Rozalia, nu lucra, în familie domnea sărăcia. Tânărul Nicolschi a reușit să absolve opt clase de școală în orașul natal, după care, din cauza sărăciei, s-a angajat în anul 1930 calfă într-un atelier de gravură în metal. După un an, a intrat ucenic la un maistru bijutier, unde a lucrat până în 1937. Și-a satisfăcut stagiul militar la Iași, în Regimentul 2 Transmisiuni. A fost lăsat la vatră la începutul anului 1940 cu gradul de caporal, absolvent al Școlii militare de telefonie.
În 1932 a aderat la Comsomol, organizația de tineret a partidului comunist – motiv pentru care, în martie 1933, a fost arestat de Siguranța Statului, fiind însă eliberat după doar 5 zile de arest preventiv. Nicolschi a ocupat câteva funcții în ierarhia comsomolistă locală și, ulterior, în aceea a Partidului Comunist din Basarabia. După ocuparea Basarabiei de către URSS în iunie 1940, Nicolschi a fost angajat ca tehnician la Centrala telefonică din Chișinău. În luna decembrie a aceluiași an, I. A. Efimov, secretarul de cadre de la primăria Chișinăului l-a recomandat pentru a fi încadrat în Razvedka, direcția de spionaj din cadrul serviciului de informații NKVD. Nicolschi a urmat un curs special de spionaj în Cernăuți, într-un centru special creat pentru astfel de activități. Cursul a constat în 60 de lecții a câte trei ore fiecare, la sfârșitul cărora a fost oarecum familiarizat cu realitățile din România, învățând să se poarte pe stradă, în restaurante, trenuri, hoteluri etc.
NKVD-ul i-a întocmit acte false, pe numele de Vasile Ștefănescu și l-a trimis în misiune în România, pentru a strânge informații privind mișcările de trupe sau situația economică. Într-o autobiografie din 1944, Nicolschi declara: „În luna mai 1941 am plecat cu o misiune în România. Când am fost prins, ca să-mi pot ascunde trecutul și misiunea, mi-am schimbat numele în Nicolschi Alexandru Sergheevici, originar din Tiraspol. Sub acest nume am fost cercetat de organele Biroului II Contrainformații de la București și sub acest nume mă recomand până astăzi, 14 octombrie 1944”.
A trecut granița în România în noaptea de 26 mai 1941 și a fost arestat la două ore după intrarea frauduloasă pe teritoriul românesc, după ce fusese găsit de doi grăniceri dormind într-o căpiță de fân și se demascase prin faptul că nu vorbea bine limba română. Anchetat de ofițerii români de contrainformații, Nicolschi a declarat că: „...fiind decăzut din punct de vedere fizic și moral, am mers numai o mică distanță, nu știu cât, și am hotărât să nu merg mai departe”.
S-a prezentat cu numele de Aleksandr Sergheevici Nikolski și a fost judecat pentru spionaj. Procurorul a cerut pedeapsa capitală, însă instanța i-a dat circumstanțe atenuante și l-a condamnat prin sentința nr. 481/7 iulie 1941 la muncă silnică pe viață.
La sfârșitul lunii septembrie 1941 a fost transferat la  închisoarea din Aiud, unde își ispășeau pedeapsa agenții sovietici capturați pe teritoriul României. La 28 august 1944, Nicolschi fost eliberat din detenție, împreună cu ceilalți spioni sovietici (care aveau să intre în structura de partid și Securitate).
În anul 1991, fiind acuzat de către realizatorii serialului Memorialul Durerii de exterminarea în închisori a mii de români, Alexandru Nicolschi s-a arătat vexat, a dat din mână a lehamite și a răspuns: „Lăsați că știu foarte bine cum a fost acolo. Am stat și eu la închisoare!” 

## General de Securitate
După ocuparea sovietică a României, Alexandru Nicolschi a avansat rapid în aparatul represiv comunist. A fost încadrat imediat ca ajutor de responsabil politic al „Formațiunilor Patriotice de Luptă”, organizație paramilitară a PCR. A semnat apoi la 17 octombrie 1944 o cerere de adeziune pentru încadrare în Direcția Generală a Poliției. În cerere, el afirma: „Vreau să lupt în cadrul Partidului Comunist Român, pentru dezrobirea clasei muncitoare, pentru dreptatea socială, să construim o societate nouă, unde să nu existe exploatarea omului de către om”.
În martie 1945 a fost încadrat în Ministerul Afacerilor Interne și numit în funcția de șef al Corpului de Detectivi din Direcția Generală a Poliției, în care calitate era comandantul Brigăzii Mobile, o unitate SMERȘ menită să distrugă serviciile de informații existente în statele ocupate de sovietici în Europa de Est și să le înlocuiască cu servicii subordonate structurilor sovietice.
La 1 septembrie 1946, Nicolschi a fost numit în funcția de inspector general la Direcția Generală a Poliției. În același an s-a căsătorit cu Iozefina Marcovici, militantă comunistă angajată în Direcția Generală a Poliției și care era cu opt ani mai în vârstă.
Ca urmare a reorganizării Direcției Generale a Poliției, la 17 aprilie 1947, Nicolschi devine inspector general al Poliției de Siguranță. Participă și la ședințele de partid. Biroul Organizației de Bază nr. 9 din cadrul MAI, unde era înscris, l-a caracterizat: „Alexandru Nicolschi are muncă de conducere în Direcția Generală a Securității Poporului din 1945 și pînă în prezent. Munca profesională și-a însușit-o bine. Este vigilent față de dușmanii Partidului și ai clasei muncitoare. Este ridicat politicește și are cunoștințe. Este uneori nervos și distant. Din cauza muncii profesionale de care este absorbit, nu participă regulat la ședințele de partid. În general este un tovarăș de încredere și cu multă putere de muncă. În munca sa din MAI a adus multe servicii cauzei partidului”.
La 1 septembrie 1948, a doua zi după înființarea Direcției Generale a Securității Poporului, Alexandru Nicolschi a fost avansat în gradul de general-maior de Securitate, devenind subdirector general (locțiitor al directorului general) al DGSP. A contribuit la îndepărtarea grupului Anei Pauker de la conducerea PMR cu acordul Moscovei și a ordonat arestarea și anchetarea lui Vasile Luca și a fostului ministru de interne, Teohari Georgescu. A fost printre cei care s-au ocupat cu organizarea "Experimentului Pitești", fiind recunoscut de mai mulți foști deținuți ca unul din cei care făcea vizite regulate în închisoarea Pitești, pentru a supraveghea desfășurarea "reeducării".
Ca recunoaștere a meritelor în consolidarea noului regim politic din România, Nicolschi a fost decorat, la scurt timp după înființarea Securității, cu înaltul și nou creatul ordin Steaua Republicii Populare Române. A continuat să se manifeste în continuare ca agent kaghebist, fiind unul din stâlpii acestei organizații în România. Ancheta internă din 1968 a dezvăluit că Gheorghe Pintilie și Alexandru Nicolschi ordonaseră în 1949 instalarea de microfoane chiar și în locuința și biroul lui Gheorghe Gheorghiu-Dej .  A participat la instructaje KGB în Bulgaria și Polonia și a fost însărcinat de Moscova cu misiunea de supraveghere a obedienței liderilor noului regim.
În anii 1953-1961, a fost adjunctul ministrului de interne Alexandru Drăghici și secretar general al Ministerului Afacerilor Interne. În anul 1959 a absolvit cursurile Institutului de Studii Economice din București, fiind înaintat la 11 februarie 1959 în gradul de general-locotenent de Securitate.
Nicolschi a fost trecut în rezervă la 31 ianuarie 1961, prin hotărâre a consiliului de miniștri (HCM), la vârsta de numai 46 de ani, cu gradul de general-locotenent și dreptul de a purta uniformă. A primit o pensie substanțială (4.200 lei) și i s-a permis să domicilieze în același apartament luxos din str. Olga Bancic nr. 7, care îi fusese repartizat când era subdirector al Securității Poporului.
Până la revoluția din decembrie 1989, s-a aflat sub supravegherea Securității pentru a fi împiedicat să ia legătura cu agentura KGB din România.

## Judecarea sa
În toamna anului 1991, Procuratura Generală, la sesizarea Asociației Foștilor Deținuți Politici (AFDP), i-a instrumentat lui Nicolschi un dosar penal de inculpare pentru abuzuri în funcție și crime. În două interviuri în presă, Nicolschi s-a declarat nevinovat, susținând că el a luptat numai împotriva legionarilor și fasciștilor. Direcția I de Cercetări Penale a emis la 15 aprilie 1992 o citație pe numele lui Nicolschi, pentru audieri, citația fiindu-i înmânată personal în aceeași zi de procurorul Șerban Niculescu.
Alexandru Nicolschi a decedat în somn în dimineața zilei de 16 aprilie 1992,  doar cu o zi înaintea prezentării sale la Procuratura Generală, unde urma să fie anchetat. Medicul legist a stabilit cauza morții: un infarct. În ziua următoare, Procuratura a procedat la recunoașterea cadavrului care era întins pe o masă din sufragerie. Cadavrul lui Nicolschi a fost incinerat a treia zi la crematoriul Cenușa.  O fotografie a lui Nicolschi pregătit pentru incinerare a fost publicată atunci în revista Zig Zag.

## Distincții
- Medalia „A cincea aniversare a Republicii Populare Române” (24 decembrie 1952) „pentru lupta și munca duse în vederea făuririi, consolidării și prosperării Republicii Populare Române”[9]
- Ordinul „Steaua Republicii Populare Romîne” clasa a III-a (21 august 1954) „pentru merite deosebite pe tărîmul construcției de stat, economice, sociale și culturale, cu ocazia celei de a zecea aniversări a eliberării patriei noastre”[10]
- Ordinul Muncii clasa a II-a (30 decembrie 1957) „cu ocazia celei de a zecea aniversări a proclamării Republicii Populare Romîne și pentru merite deosebite în îndeplinirea sarcinilor date de Partidul Muncitoresc Romîn, pentru merite deosebite pe tărîmul construcției de stat, economice, sociale, culturale și obștești”[11]
- Ordinul „23 August” clasa a III-a (12 august 1959) „pentru contribuția activă la întărirea regimului democrat-popular”[12]
- Medalia „40 de ani de la înființarea Partidului Comunist din Romînia” (6 mai 1961) „pentru activitate îndelungată în mișcarea muncitorească și merite în opera de construire a socialismului”[13]
- Ordinul „Tudor Vladimirescu” clasa a II-a (4 mai 1971) „cu prilejul aniversării a 50 de ani de la constituirea Partidului Comunist Român, [...] pentru activitate îndelungată în mișcarea muncitorească și merite deosebite în opera de construire a socialismului”[14]